# Baishui, Jishui
Baishui är en köping i Kina. Den ligger i provinsen Jiangxi, i den sydöstra delen av landet, omkring 190 kilometer söder om provinshuvudstaden Nanchang. Antalet invånare är 10 808. Befolkningen består av 5 042 kvinnor och 5 766 män. Barn under 15 år utgör 20,0 %, vuxna 15-64 år 71 %, och äldre över 65 år 7,0 %.
Runt Baishui är det ganska tätbefolkat, med 166 invånare per kvadratkilometer. Närmaste större samhälle är Guxian, 17,0 km nordost om Baishui. I omgivningarna runt Baishui växer i huvudsak blandskog.
Genomsnittlig årsnederbörd är 2 089 millimeter. Den regnigaste månaden är juni, med i genomsnitt 356 mm nederbörd, och den torraste är oktober, med 23 mm nederbörd.